# Гестрац
Гестрац (нім. Gestratz) — громада в Німеччині, знаходиться в землі Баварія. Підпорядковується адміністративному округу Швабія. Входить до складу району Ліндау. Складова частина об'єднання громад Ретенбах.
Площа — 15,07 км2. Населення становить 1298 ос. (станом на 31 грудня 2020).